# Mirta Núñez
Pour les articles homonymes, voir Núñez, Díaz et Balart.
Núñez  Díaz-Balart est un nom espagnol. Le premier nom de famille, en général paternel, est Núñez ; le second, en général maternel, souvent omis, est Díaz-Balart.
Mirta Núñez Díaz-Balart est une historienne espagnole, spécialiste de la guerre d'Espagne.

## Biographie
Mirta Núñez Díaz-Balart est née dans une famille marquée par l'histoire. Sa mère, Mirta Díaz-Balart, est la première épouse de Fidel Castro.  
Mirta Núñez est la demi-sœur du seul fils « officiel » du président cubain, Fidel Castro Díaz-Balart (1949-2018), et la cousine germaine de deux députés républicains américains, Lincoln Díaz-Balart, et Mario Díaz-Balart.
Mirta Núñez est une spécialiste de la guerre d'Espagne,. Elle est diplômée de l'université Complutense de Madrid en 1983, avec sa thèse « La presse des Brigades internationales ». En octobre 1988, elle lit sa thèse de doctorat intitulée « La presse de guerre dans la zone républicaine pendant la guerre civile espagnole (1936-1939) », dirigée par José Altabella Hernández. La thèse, de 2 683 pages réparties en six volumes, est publiée quatre ans plus tard. 